# カリフォルニア特急

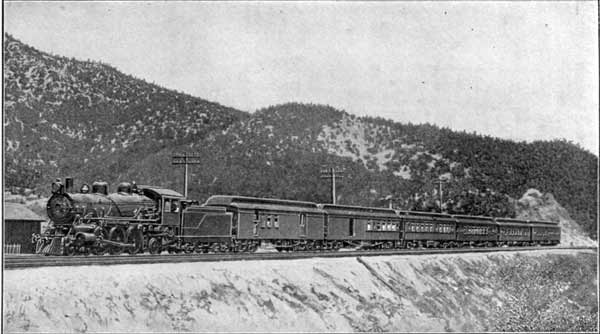
カホン・パスを通るカリフォルニア・リミテッド(1908年)

カリフォルニア特急（California Limited）は、アッチソン・トピカ・アンド・サンタフェ鉄道の優等列車の1つであった。シカゴとロサンゼルスを結び、1920年代までの同社の主力列車であった。列車番号3・4が割り当てられた。

## 概要
19世紀の終わりごろの同社の社長アレン・マンベルはシカゴと西海岸を結ぶ毎日運行の豪華列車が、事業の活性化や会社のステータスの向上に役立つと考えていた。その発想に基づいて、シカゴ以西で最良の列車と宣伝されたカリフォルニア特急は1892年11月27日に運行をはじめた。2日半を要する全行程の列車の毎日運行を実現するために、片道あたり5編成の車両が使用された。
その後、中西部～カリフォルニア州間の旅客需要が増大するにつれて、続行運転が活発に行われるようになっていった。1920年代の中期には、12両編成の列車を7編成続行運転させることで殺到する旅客をさばいた。このため、運用に入っている編成数は45編成にも達した。
カリフォルニア特急はサンタフェ鉄道の最初の愛称付き列車であった。沿線の食堂や食堂車で行われるフレッド・ハーヴィ・カンパニーの食事サービスや、理髪や美容、クリーニング、シャワールームのサービス、他の列車に先駆けて行われた冷房化などはこの列車の特色の1つであった。列車の最後尾はこれまた同社で最初である、テールマークを掲げた展望車で彩られていた。
カリフォルニア特急に使われた機関車と客車の種類は多種多様で、特に個室寝台車を多く連結していたことが特徴的であった。例えば、1910年代から20年代にかけては、プルマン社の寝台車の区分では最上級の個室に属する、ドローイングルームのみ7室で構成されていた豪華寝台車の連結が行われていた。同種の車両は、当時、ニューヨーク・セントラル鉄道の20世紀特急が連結していた程度で、開放式寝台車が多数を占めていた当時のアメリカの長距離列車の中では際立った存在であった。
ヘビーウェイト客車時代の車両は多種多様であったが、看板列車の地位を退いた後は地味な存在となった。1926年、サンタフェ鉄道は新たな豪華列車「チーフ」の運行をはじめた。さらに1936年には「チーフ」の高速列車版の「スーパー・チーフ」、1938年には全車座席車ながらスーパーチーフと同様の高速でシカゴ・ロサンゼルス間を結ぶ「エル・キャピタン」の運行がはじめられた。カリフォルニア特急は両者の補完列車となり、座席車の連結が行われたり、供食サービスの削減が行われたりした。1940年代以降、車両のステンレス化も進められたものの、その内容に目立った特長は見られなくなった。
第二次世界大戦後、1948年には、今までそれぞれ週数回の運行であったスーパーチーフとエルキャピタンが毎日運行されるようになった。また、座席車とプルマン寝台車混結の列車としては、グランドキャニオンの連絡列車とシカゴ・ロサンゼルス間の旅客列車をかねていた「グランド・キャニオン」との区別がつかなくなってきた。こうしたことから、列車は1954年6月15日にその栄光の歴史に幕を閉じることになった。

## 歴史

### 年表
- 1892年10月 プルマン社がカリフォルニア特急用の車両を納入。6両×5編成。
- 1892年11月27日 カリフォルニア特急運行開始。当初の運行時間は2日半（約60時間）で途中で機関車の交換が15回あった。
- 1893年 バーニー・アンド・スミス社から4両の食堂車を新規に購入。
- 1896年 5月4日 列車の運行が一時的に休止される。
- 1896年11月 所要66時間の列車として運行再開。
- 1899年 週4回に運行数削減。
- 1902年 所要68時間の列車として毎日運行再開。
- 1910年 車両と機関車の新車への置き換えが行われる。
- 1911年12月12日 全個室の豪華列車、デラックス号運行開始（第一次大戦時に運行中止）
- 1920年代中頃 続行運行が盛んに行われる。最大で7編成の続行運行が行われた。
- 1926年11月14日 全車プルマン寝台、特別料金列車の「チーフ」登場により、看板列車の地位を失う。
- 1930年代初頭 一部区間での食堂車の連結を中止。
- 1938年4月1日 一時的に運行休止（5月22日まで）
- 1945年9月4日 第一編成の続行運転をおこなっていた第二編成がサンタアニタの側線に入る際に速度超過で脱線。200人が負傷、うち5人が重態。
- 1954年6月15日 廃止

### 1932年10月30日の編成（シカゴ発ロサンゼルス行き・ウィンスロウ出発時）
- 第一編成

| 使用車両          | 車両愛称・形式    | 車種                                                               |
| ----------------- | ----------------- | ------------------------------------------------------------------ |
| AT＆SF3744        | 4－8－2蒸気機関車 | 蒸気機関車                                                         |
| AT＆SF1334        | SAN ANSELMO       | バゲージ・ビッフェット・クラブ（荷物・ビッフェ・クラブ）           |
| GREEN PEAK        |                   | 寝台車（10セクション・2ドローイングルーム）                        |
| GLEN TARSAN       |                   | 寝台車（6コンパートメント・3ドローイングルーム）                   |
| ONDARA            |                   | 寝台車（12セクション・1ドローイングルーム）                        |
| AT＆SF1466        |                   | ダイニング（食堂車）                                               |
| AT＆SF1363        | SAN BARTOLO       | ドミトリー・ビッフェット・ラウンジ（乗務員室・ビッフェ・ラウンジ） |
| CENTASH           |                   | 寝台車（8セクション・1ドローイングルーム・2コンパートメント）      |
| LACK NICARAGUA    |                   | 寝台車（10セクション・1ドローイングルーム・2コンパートメント）     |
| SWAN LACK         |                   | 寝台車（10セクション・1ドローイングルーム・2コンパートメント）     |
| SUBLETTE          |                   | 寝台車（10セクション・1ドローイングルーム・2コンパートメント）     |
| CENTRAL MOUNTAINS |                   | 寝台（3コンパートメント・2ドローイングルーム）・展望ラウンジ車     |

- 第二編成

| 使用車両          | 車両愛称・形式    | 車種                                                               |
| ----------------- | ----------------- | ------------------------------------------------------------------ |
| AT＆SF3710        | 4－8－2蒸気機関車 | 蒸気機関車                                                         |
| AT＆SF1300        | CHIFE SATANTA     | バゲージ・ビッフェット・クラブ（荷物・ビッフェ・クラブ）           |
| LAKE WINDER       |                   | 寝台車（10セクション・1ドローイングルーム・2コンパートメント）     |
| LAKE KEGONSA      |                   | 寝台車（10セクション・1ドローイングルーム・2コンパートメント）     |
| POINT EDWARD      |                   | 寝台車（10セクション・2ドローイングルーム）                        |
| ISLESBORD         |                   | 寝台車（12セクション・1ドローイングルーム）                        |
| AT＆SF1410        |                   | ダイニング（食堂車）                                               |
| AT＆SF1365        | SAN FELIPE        | ドミトリー・ビッフェット・ラウンジ（乗務員室・ビッフェ・ラウンジ） |
| McRANEY           |                   | 寝台車（12セクション・1ドローイングルーム）                        |
| OCHELATA          |                   | 寝台車（10セクション・1ドローイングルーム・2コンパートメント）     |
| McCLOSKEY         |                   | 寝台車（12セクション・1ドローイングルーム）                        |
| CENTRAL PROVINCES |                   | 寝台（3コンパートメント・2ドローイングルーム）・展望ラウンジ車     |